# Chobera anthropophilum
Chobera anthropophilum is een vlinder van de familie van de grasmotten (Crambidae). De wetenschappelijke naam van deze soort is voor het eerst voorgesteld als Thliptoceras anthropophilum door Hans Bänziger in een publicatie uit 1987. De mannetjes van deze soort worden aangetrokken door menselijk zweet, waaraan het zijn naam te danken heeft. Ook voeden ze zich met traanvocht van de Indische olifant. De spanwijdte van deze soort bedraagt 19 tot 22,5 millimeter.

## Verspreiding
De soort komt voor in Thailand (Chiang Mai).

## Type
- holotype: "male. 2.VI.1982. leg. Bänziger. genitalia slide 1834"
- instituut: DEFACU, Chiang Mai, Thailand
- typelocatie: "Thailand, Chiengmai Prov., near road Chiengmai-Chiengdao, km 55, 380 m"